# Aphthona mimica
Aphthona mimica es una especie de  coleóptero de la familia Chrysomelidae. Fue descrita científicamente por primera vez en 1997 por Medvedev.